# 羽山
羽山位于中国山东省临沂市临沭县与交江苏省连云港市东海县的省界处，东临黄海（古时称“东海”）。山峰最高处在江苏东海县一边，海拔269.5米，是东海县的最高峰。山地东西长约3公里，南北宽约1.5公里。《尚书·虞书·舜典》、《史记·夏本纪》记载，上古时，大禹之父崇伯鲧治水失败后曾被舜流放到此，而后死去。
羽山所在的东海县已发现6处古文化遗址、5处古城遗址、10余处古墓遗址，还有石雕图腾、古战场遗址等。这些文化遗址的发现对于佐证羽山源远流长的历史起到了很好的作用。这6处古文化遗址分别是大贤庄文化遗址、爪墩文化遗址、许沟原始部落遗址、小店子村新石器遗址、房山钓鱼台遗址、青湖钓鱼台遗址。这些遗址都发现了大量的文物古迹。
羽山上有很多野鸡，其羽毛色彩纷丽，古时常纳贡于朝廷，故而得名“羽山”。一说“羽山”原名“禹山”。羽山山顶原有一口常年不涸的泉井，相传鲧殛死羽山后化作一只有三条腿的大青鳖，住在泉井中，使井水变得腥不可闻，当地人称之为“殛鲧泉”。1958年大跃进时，附近的李堰公社派人用炸药轰炸殛鲧泉，想用羽山泉水来灌溉山下的农田，但公社人不了解当地地质，泉井炸毁后再也没有泉水流出。

## 古籍记载
《史记·五帝本纪》第34页：殛鲧于羽山，以变东夷，四罪而天下咸服。《括地志》云:“羽山在沂州临沂县界”。
《史记·夏本纪》记载：“行视鲧之治水无状，乃殛鲧于羽山以死”，【索隐】羽山在东海祝其县南，殛鲧之地。
《尚书·舜典》：“殛鲧于羽山。”《汉书·地理志》东海郡祝其县：“《禹贡》羽山在南，鲧所殛。”《隋书·地理志》：朐山县有羽山。《元和志·卷十一·海州朐山县》：羽山“在县西北一百里。《书》曰‘殛鲧于羽山’，即此也。”
《读史方舆纪要》：羽山（海州赣榆县西北八十里。高四里，周回八里，相传舜殛鲧处。《禹贡》：羽畎夏翟。曾氏注：羽山之谷，雉具五色，山因以羽名，下有羽渊。） 

## 参阅
- 鲧
- 舜

## 延伸阅读
[在维基数据编辑]
 《欽定古今圖書集成·方輿彙編·山川典·羽山部》，出自陈梦雷《古今圖書集成》